# Estadio BBVA
El Estadio BBVA  es un estadio de fútbol que se encuentra en el municipio de Guadalupe, Nuevo León, México, que forma parte de la zona metropolitana de Monterrey, y es sede del Club de Fútbol Monterrey de la Primera División de México. El estadio es una obra conjunta del equipo y de grupo FEMSA. Fue inaugurado el 2 de agosto de 2015 con la octava edición de la Copa Eusébio en un partido contra el Benfica de Portugal, con un marcador de 3-0 a favor de Monterrey. El primer gol anotado en este estadio fue del canterano César Montes; mientras que el primer gol anotado en partido oficial fue anotado por Ariel Nahuelpán.

## Proyecto
Tras serias disputas con urbanistas y organizaciones ecologistas acerca de los efectos sobre la ecología regional y el Programa de Acción ante el Cambio Climático, además de retrasos en la aprobación del proyecto por parte del gobierno, el proyecto para la construcción del Estadio del Monterrey recibió la luz verde de las autoridades en marzo de 2010, con la primera fase de la construcción arrancando días después. El área total del proyecto es de 187 499.56 m² y su diseño estuvo a cargo de la firma multinacional de arquitectura Populous y la firma mexicana de arquitectura en conjunto con el arquitecto Federico Velasco, V&FO Arquitectos, que ha trabajado en los diseños desde 2008. El estadio fue elegido para ser uno de los estadios sede de la Copa Mundial de Fútbol 2026.

## Características

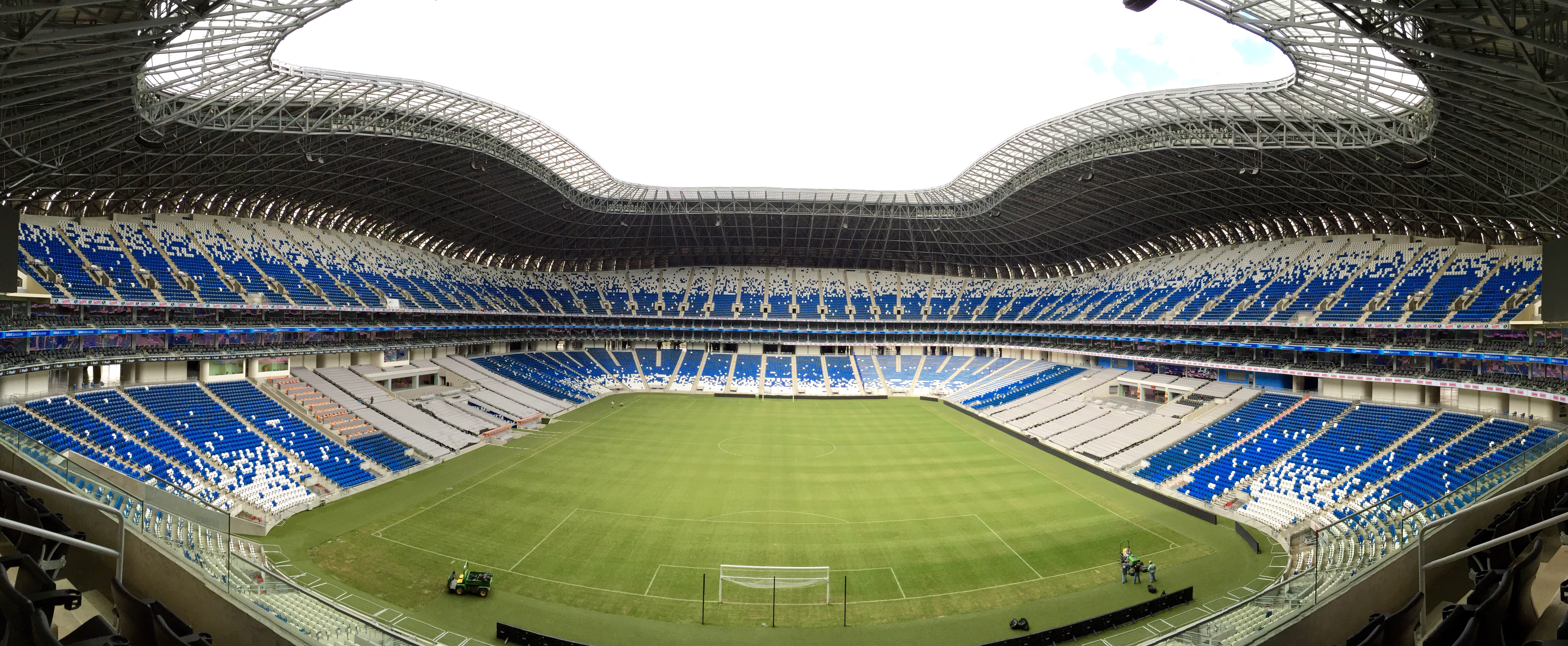
Vista interior del estadio.

- Tiene capacidad para 53 500 espectadores, después de un incremento a su aforo inicial de 51 000.[15]
- 324 Suites.
- Cuenta con 2 restaurantes.
- Zona comercial.
- Tienda oficial del club.
- Cancha de entrenamiento anexa.
- Estacionamiento con una capacidad para 3 500 coches con un sistema de control de invasiones.
- Tiene un volado de 55 metros de longitud y 265 metros de largo, logrando confort a los aficionados. Las gradas tienen una atmósfera futbolera tan cerca de la cancha como es posible.
- Para los eventos masivos, como conciertos, tiene un cupo de 70 000 personas.
- Tiene cuatro vestidores para los equipos, para árbitros, camerinos, y salas de hidromasaje.
- Sala de conferencias de prensa, instalaciones para los medios de comunicación, lounge, instalaciones de salas de seguridad con monitoreo.
- Pantallas gigantes para poder ver las repeticiones.
- Múltiples pantallas en los pasillos del estadio para ver lo que pasa en la cancha.
- Cuenta con espacios para las personas de capacidades diferentes y baños familiares, además de 300 suites con acceso exclusivo y espacio de interacción.
- Cuenta con red wifi en todo el estadio.
- Primer estadio en América Latina con certificación LEED Gold por el Consejo de Edificación Sustentable de Estados Unidos.[16]

## Historia

### Antecedentes e inauguración
El proyecto fue presentado en marzo de 2010 y la primera fase arrancó días después a cargo de la compañía Populous.
La inauguración del inmueble se realizó el domingo 2 de agosto de 2015, con la octava edición de la Copa Eusébio en un partido entre los Rayados de Monterrey y el Benfica.
| 2 de agosto de 2015, 22:00 | C. F. Monterrey                          | 3:0 (0:0) | S. L. Benfica | Estadio BBVA Bancomer, Monterrey                             |                                                              |
|                            | Montes 48' · Funes Mori 57' · Rivera 80' | Reporte   |               | Asistencia: 51 800 espectadores Árbitro(s): Francisco Chacón | Asistencia: 51 800 espectadores Árbitro(s): Francisco Chacón |

## Datos y anécdotas

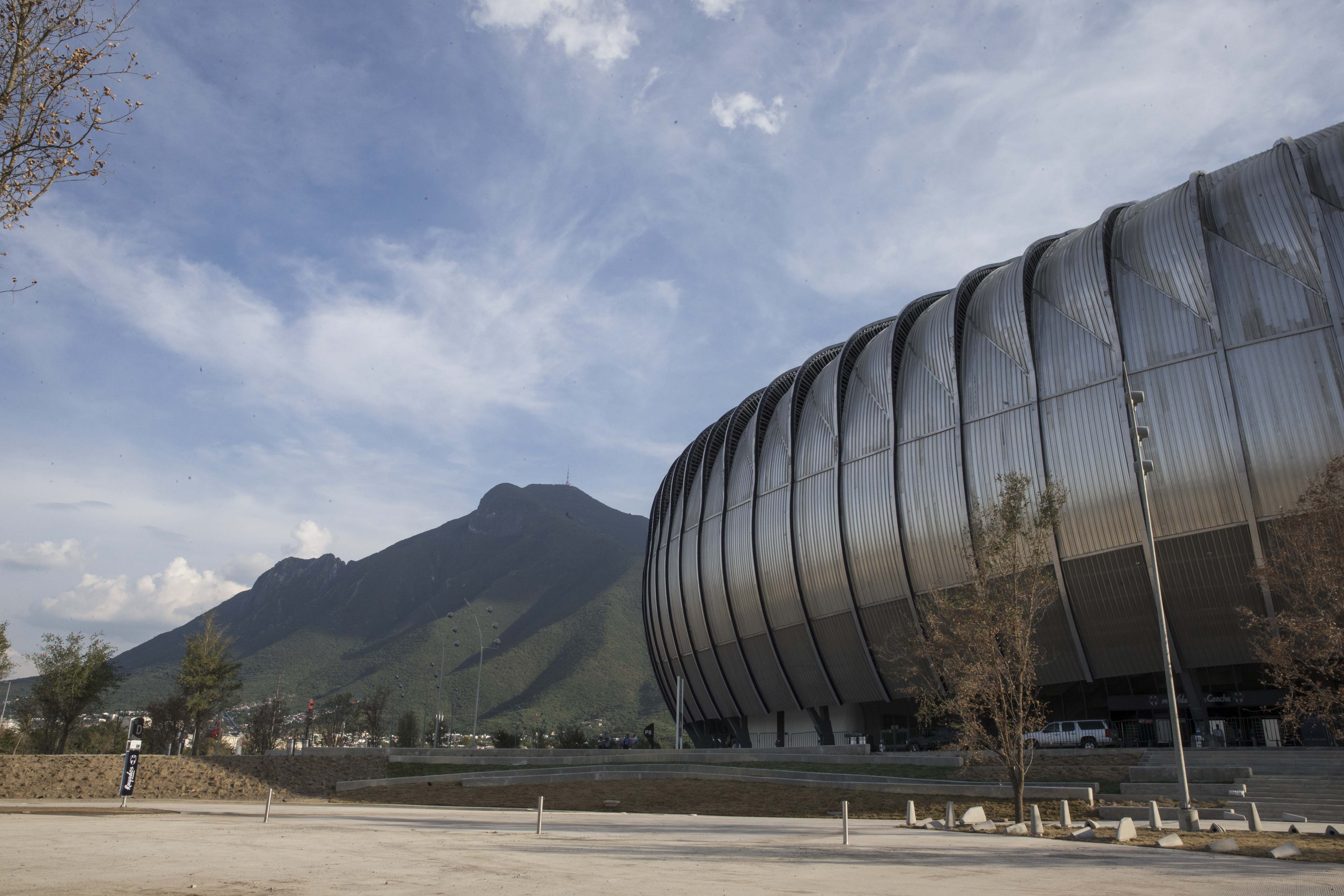
Vista exterior del estadio.

- El primer partido oficial se realizó el 11 de agosto de 2015 entre el Monterrey y el Pachuca. El primer gol en partido oficial fue anotado por el argentino Ariel Nahuelpán, jugador del Pachuca y el primer gol de un jugador de Rayados fue anotado por el argentino nacionalizado mexicano Rogelio Funes Mori. El partido terminó 4-3 a favor del Monterrey.
- El equipo que le quitó el invicto al Monterrey en este estadio en un partido oficial fue el Atlético San Luis en la Jornada 1 de la Copa Corona MX Clausura 2016, al ganar 1-0.
- El primer Clásico Regiomontano en este estadio fue en la edición 106 llevada a cabo el 5 de marzo de 2016. Monterrey ganó 1-0 con gol de Efraín Juárez al minuto 48.
- El resultado más abultado en este estadio fue la victoria del Monterrey en contra de Jaguares por 6-0, en la Jornada 13 del torneo Clausura 2016.
- El primer partido en Liguilla en este estadio se jugó el 14 de mayo de 2016 contra su acérrimo rival, los Tigres, en el clásico 108. Monterrey llegaba como superlíder con ventaja de 1-3 después del clásico 107 en la ida de los cuartos de final en el Estadio Universitario. Tigres empezó ganando con un gol de Jesús Dueñas, siendo este el primer jugador de Tigres en marcar un gol en este estadio. El partido lo ganó Tigres 1-2, ganando por primera vez en el Estadio BBVA Bancomer y siendo el primer equipo en ganar un partido de Liguilla en ese estadio. Sin embargo, el Monterrey avanzó a semifinales con un marcador global de 4-3.
- La primera final que se jugó en este estadio fue la del Clausura 2016 que se jugó el 29 de mayo de 2016 ante los Tuzos del Pachuca, curiosamente el rival en el primer partido oficial que se jugó en el estadio. El Pachuca fue el primer equipo que se coronó en este estadio, tras llegar con ventaja de 1-0 en el partido de ida en el Estadio Hidalgo, y anotar en el último minuto del partido de vuelta para ganar en el marcador global por 2-1.

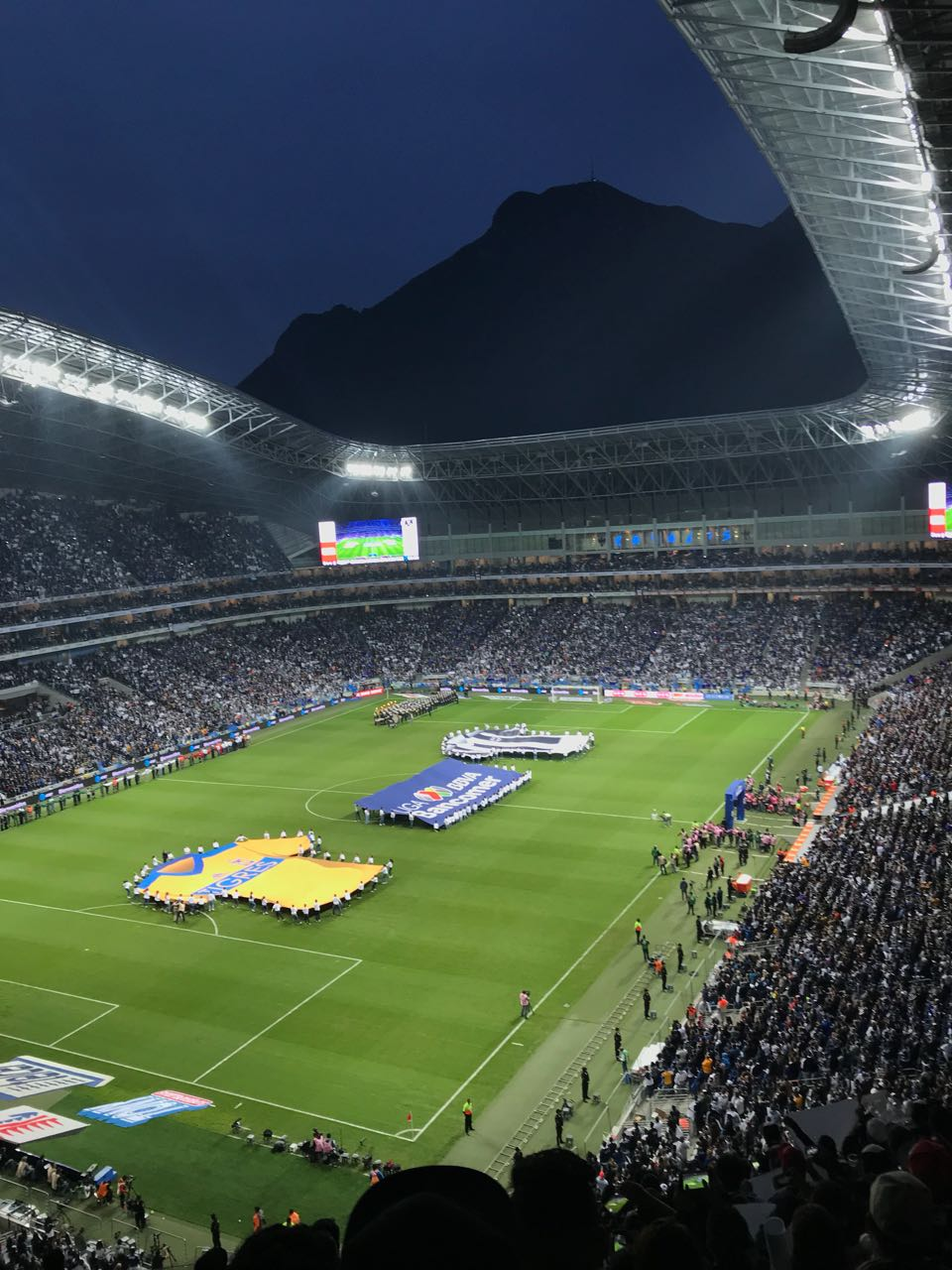
Final Regia en la Liga MX.

- El 10 de julio de 2016 Rayados realizó un partido de homenaje a una de sus más grandes figuras, Humberto Suazo, en el que enfrentaron al Herediano de Costa Rica; el partido finalizó 3-1 a favor de Rayados.
- El primer partido internacional oficial se realizó el 17 de agosto de 2016 entre el Monterrey y el Árabe Unido de Panamá, en la Liga de Campeones de la Concacaf. El partido terminó 2-3 a favor del conjunto panameño, propiciándole a los Rayados su primera derrota internacional en este estadio.
- El 26 de mayo de 2017 el estadio recibió un partido de veto y una sanción económica, esto debido a los disturbios ocasionados en el duelo de vuelta de los cuartos de final del Clausura 2017 entre Rayados y Tigres. Los hechos ocurrieron el 13 de mayo, cuando después de la eliminación por el acérrimo rival,[17] los aficionados de los Rayados agredieron con algunos objetos a una parte de la afición rival, dejando al menos a 33 detenidos por las agresiones.[18] Sin embargo el 7 de junio la FMF retiró el veto al estadio, decidió modificar la sanción apelada y sancionar al CF Monterrey con la máxima sanción económica que contempla el Reglamento de Sanciones y un Aviso de Veto.[19]
- El 10 de diciembre de 2017 se jugó la edición 115 del Clásico Regiomontano, siendo este el partido de vuelta de la primera Final Regia en la Liga MX entre Rayados y Tigres. Después de un empate a un gol en la ida, el conjunto universitario se impuso 1-2 y levantó el título en la cancha del acérrimo rival.
- La primera vez que el Monterrey se coronó en este estadio fue con la Copa MX el 21 de diciembre de 2017 en la final del Apertura 2017 en donde se enfrentaron al Pachuca. Los Rayados ganaron por la mínima diferencia con gol de Avilés Hurtado al minuto 56'.
- La primera final femenil se llevó a cabo el 4 de mayo de 2018 quedando coronadas las Tigres Femenil en penales, en la primera final regia femenil con un marcador 4-4 en tiempo regular y 2-4 desde los once pasos a favor de las visitantes. En este partido se rompió el récord mundial de asistencia en un partido de fútbol femenil con una asistencia de 51 211 asistentes.[20] Posteriormente en marzo de 2019 este récord fue superado en un encuentro entre Barcelona y Atlético de Madrid en el Wanda Metropolitano, que registró 60 739 aficionados.
- La primera final internacional fue la final de vuelta de la Liga de Campeones de la Concacaf 2019, en donde Rayados se encontraba de nuevo con su acérrimo rival, los Tigres. El partido terminó empatado 1-1, pero gracias a la victoria obtenida en la ida por 0-1, el global favoreció a La Pandilla 2-1 para obtener su cuarta Concachampions en la historia y así levantar su primer título internacional en este estadio, tomando venganza de la final de liga de hace año y medio.
- Dos años más tarde, Rayados nuevamente llegó a una final del certamen continental (siendo esta vez a partido único) en medio de una delicada situación en el torneo de Liga, tras hilar 4 derrotas seguidas. Su rival fue el América, lo que generó expectativas al respecto, ya que ambos equipos nunca habían perdido una final en este torneo. El 28 de octubre de 2021, el equipo local venció a las Aguilas, ganando así su quinta Concachampions y el segundo título en este estadio.

## Eventos internacionales

### Competiciones internacionales
Final de la Liga de Campeones de la Concacaf 2021
| Final de la Liga de Campeones; 28 de octubre de 2021 | C. F. Monterrey | 1:0 (1:0) | C. América | Estadio BBVA, Monterrey                                        |                                                                |
| 21:00 (UTC-5)                                        | Funes 9'        | Reporte   |            | Asistencia: 40 170 espectadores Árbitro(s): Fernando Hernández | Asistencia: 40 170 espectadores Árbitro(s): Fernando Hernández |

Final de la Liga de Campeones de la Concacaf 2019
| Final de la Liga de Campeones; 1 de mayo de 2019 | C. F. Monterrey    | 1:1 (1:0) | C. Tigres de la UANL | Estadio BBVA, Monterrey                                  |                                                          |
| 21:00 (UTC-5)                                    | Sánchez 25' (pen.) | Reporte   | Gignac 85'           | Asistencia: 51 220 espectadores Árbitro(s): Jair Marrufo | Asistencia: 51 220 espectadores Árbitro(s): Jair Marrufo |

### Campeonato Femenino Concacaf 2022
El estadio albergó partidos de la Campeonato Femenino de la Concacaf de 2022, donde se disputará la gran final.
Fase de grupos
| 5 de julio de 2022 | Costa Rica                                          | 3:0 (2:0)                     | Panamá | Estadio BBVA, Monterrey  |                          |
| 18:00 (UTC-5)      | - R. Rodríguez 6' - Salas 24' - Alvarado 60' (pen.) | FIFA Reporte CONCACAF Reporte |        | Árbitra: Odette Hamilton | Árbitra: Odette Hamilton |

| 5 de julio de 2022 | Canadá                                                                      | 6:0 (1:0)                     | Trinidad y Tobago | Estadio BBVA, Monterrey |                       |
| 21:00 (UTC-5)      | - Sinclair 27' - Grosso 67', 79' - Fleming 84' - Beckie 86' - Huitema 90+1' | FIFA Reporte CONCACAF Reporte |                   | Árbitra: Katia García   | Árbitra: Katia García |

| 7 de julio de 2022 | Jamaica | 0:5 (0:2)                     | Estados Unidos                                               | Estadio BBVA, Monterrey                               |                                                       |
| 18:00 (UTC-5)      |         | FIFA Reporte CONCACAF Reporte | - 5', 8' Smith - 59' Lavelle - 83' (pen.) Mewis - 86' Rodman | Asistencia: 3150 espectadores Árbitra: Melissa Borjas | Asistencia: 3150 espectadores Árbitra: Melissa Borjas |

| 7 de julio de 2022 | Haití                                                   | 3:0 (1:0)                     | México | Estadio BBVA, Monterrey                                  |                                                          |
| 21:00 (UTC-5)      | - Borgella 14' (pen.) - Mondésir 67' (pen.) - Jeudy 78' | FIFA Reporte CONCACAF Reporte |        | Asistencia: 20 522 espectadores Árbitra: Marianela Araya | Asistencia: 20 522 espectadores Árbitra: Marianela Araya |

| 11 de julio de 2022 | Canadá                     | 2:0 (1:0)                     | Costa Rica | Estadio BBVA, Monterrey  |                          |
| 18:00 (UTC-5)       | - Fleming 5' - Schmidt 69' | FIFA Reporte CONCACAF Reporte |            | Árbitra: Odette Hamilton | Árbitra: Odette Hamilton |

| 11 de julio de 2022 | Jamaica                                          | 4:0 (1:0)                     | Haití | Estadio BBVA, Monterrey     |                             |
| 21:00 (UTC−5)       | - Carter 26' - Shaw 58', 70' (pen.) - Spence 79' | FIFA Reporte CONCACAF Reporte |       | Árbitra: Ekaterina Koroleva | Árbitra: Ekaterina Koroleva |

Tercer puesto
| 18 de julio de 2022 | Costa Rica | 0:1 (0:0, 0:0) (t. s.) | Jamaica           | Estadio BBVA, Monterrey        |                                |
| 18:00 (UTC-5)       |            | FIFA Reporte Reporte   | - 102' Van Zanten | Árbitra: Marie-Soleil Beaudoin | Árbitra: Marie-Soleil Beaudoin |

Final
| 18 de julio de 2022 | Estados Unidos      | 1:0 (0:0)                     | Canadá | Estadio BBVA, Monterrey                               |                                                       |
| 21:00 (UTC-5)       | - Morgan 78' (pen.) | FIFA Reporte CONCACAF Reporte |        | Asistencia: 17 247 espectadores Árbitra: Katia García | Asistencia: 17 247 espectadores Árbitra: Katia García |

### Amistosos internacionales

#### Otros clubes
| Amistoso; 2 de agosto de 2023 | C. Atlético de Madrid | 0:0     | Real Sociedad | Estadio BBVA, Monterrey        |                                |
| 19:00 (UTC-6)                 |                       | Reporte |               | Árbitro(s): Fernando Hernández | Árbitro(s): Fernando Hernández |

## Conciertos
El 15 de febrero de 2017, el cantante canadiense Justin Bieber dio un concierto como parte de su Purpose World Tour, inaugurando como centro de espectáculos el Estadio BBVA.
El 25 y 26 de marzo de 2022 la banda británica Coldplay se presentó como parte de su gira musical Music of the Spheres World Tour siendo esta la segunda agrupación en presentarse en el estadio. En los días 3 y 4 de diciembre de 2022 el cantante puertorriqueño Bad Bunny dio dos conciertos como parte de su gira World's Hottest Tour. El 7 de marzo de 2023 el cantante canadiense The Weeknd anunció que daría un show como parte de su gira After Hours Til Dawn el 26 de septiembre de 2023. 
| Fecha                      | Artista/Grupo  | Nombre del evento                   | Asistencia | Notas                                                             |
| -------------------------- | -------------- | ----------------------------------- | ---------- | ----------------------------------------------------------------- |
| 15 de febrero de 2017      | Justin Bieber  | Purpose World Tour                  | 46,602     | Telonero(s): - Afrojack                                           |
| 25 y 26 de marzo de 2022   | Coldplay       | Music of the Spheres World Tour     | 112,262    | Telonero(s): - Carla Morrison - Danny Lux                         |
| 3 y 4 de diciembre de 2022 | Bad Bunny      | World's Hottest Tour                | 90,084     | Telonero(s): - Mr. Pig Artistas invitados: - Ivy Queen - Arcángel |
| 26 de septiembre de 2023   | The Weeknd     | After Hours til Dawn Stadium Tour   | 46,791     | Telonero(s): - Mike Dean - Kaytranada                             |
| 8 de noviembre de 2024     | Paul McCartney | Got Back Tour                       | 49,000     | Telonero(s): - DJ Chris Holmes                                    |
| 12 y 13 de marzo de 2025   | Shakira        | Las Mujeres Ya No Lloran World Tour | 120,000    |                                                                   |